# Perinton
Perinton es un pueblo ubicado en el condado de Monroe en el estado estadounidense de Nueva York. En el año 2000 tenía una población de 46,090 habitantes y una densidad poblacional de 517 personas por km².

## Geografía
Perinton se encuentra ubicado en las coordenadas 43°05′11″N 77°25′56″O / 43.08639, -77.43222.

## Demografía
Según la Oficina del Censo en 2000 los ingresos medios por hogar en la localidad eran de $69,341 y los ingresos medios por familia eran $80,606. Los hombres tenían unos ingresos medios de $60,587 frente a los $36,113 para las mujeres. La renta per cápita para la localidad era de $31,948. Alrededor del 2.9% de la población estaban por debajo del umbral de pobreza.